# Journée mondiale de l'art
La Journée mondiale de l'art (en anglais, World Art Day) est célébrée le 15 avril. Cette date a été homologuée par l'UNESCO, à la suite de la proposition effectuée par l'International Association of Art (IAA) afin de célébrer l’art et les artistes dans le monde.

## Historique
La proposition de célébration de cette journée a été effectuée lors de la 17e Assemblée générale de l'Association internationale des arts à Guadalajara afin de déclarer le 15 avril « Journée mondiale de l'art ». La première célébration s'est déroulée en 2012.
Elle a été présentée  par  la  Commission  nationale  turque  pour  l'UNESCO en 2011. Cette demande  proposait de proclamer cette journée le 15 avril, date de naissance de Léonard de Vinci. Depuis 2012, de nombreuses activités artistiques et culturelles sont proposées dans de nombreux pays du monde. Son objectif est « la promotion et la diffusion des artistes ainsi que la mise en valeur de la contribution de l’art pour un monde plus développé, libre et pacifique, sont organisées dans nombreux pays dans le monde. ».